# Christoph Doswald
Christoph Doswald (* 1961 in Baden AG) ist ein Schweizer Publizist, Kurator und Hochschuldozent.

## Leben und Wirken
Doswald verbrachte Kindheit und Jugend in Wettingen und Baden. Von 1981 bis 1989 studierte er, unterbrochen von längeren Aufenthalten in Spanien und Lateinamerika, an der Universität Zürich Geschichte, Kunstgeschichte und Politikwissenschaften.
Seit Mitte der 1980er Jahre begann seine publizistische Tätigkeit zu Themen und Ausstellungen der Gegenwartskunst, u. a. für Kunstforum International, Parkett, neue bildende kunst, Artis, Eikon, SonntagsZeitung, Neue Zürcher Zeitung, Weltwoche und Tages-Anzeiger. Unter dem Pseudonym Dr. Kuno verfasste Doswald von 1991 bis 2000 eine wöchentliche Lifestyle-Kolumne, zuerst für die SonntagsZeitung, dann in der Schweizer Illustrierten.
1998 konzipierte er zusammen mit Monica Glisenti für den Ringier-Verlag die Cross-Culture-Zeitschrift «cashual». Das Monatsmagazin verknüpfte künstlerische und journalistische Strategien, engagierte z. B. Nan Goldin als Reportagefotografin oder Pipilotti Rist als Model, wurde aber bereits nach sechs Ausgaben wieder eingestellt. Zwischen 2002 und 2008 war Doswald Ressortleiter für Gesellschaftsthemen bei der Schweizer SonntagsZeitung.
Gemeinsam mit Paolo Bianchi betrieb Doswald 1985/86 in ihrer WG in Baden einen Raum für ephemere Kunstprojekte – einen Off Space «avant la lettre»: Sie zeigten in diesem informellen Rahmen befreundete Künstler und organisierten Performances. Von 1988 bis 1992 war Doswald Vorstandsmitglied in der Shedhalle Zürich, interimistisch Präsident, wo Kurator Harm Lux ein ambitioniertes Ausstellungsprogramm ausrichtete, u. a. mit Projekten von Jordi Colomer, Francesca Woodman, Christian Marclay, Sylvie Fleury, Christopher Williams, Pipilotti Rist, Thomas Hirschhorn und Daniele Buetti.
Parallel dazu kuratierte Doswald seit Mitte der 1980er Jahre Ausstellungen, unter anderem im Kunsthaus Graz, in der Villa Arson in Nizza, im Kunstmuseum Bern, im Kunsthaus Pasquart Biel und in der Akademie der Künste in Berlin. Von 2001 bis 2007 war er Mitglied des «Comité technique», der Ankaufskommission des Fonds Régional d’Art Contemporain (FRAC PACA) in Marseille, und realisierte dort verschiedene Ausstellungen, u. a. mit Ugo Rondinone und Maria Marshall.
Von 2009 bis 2020 war Doswald Vorsitzender der Arbeitsgruppe Kunst im Öffentlichen Raum (AG KiöR) der Stadt Zürich, für die er rund 400 Projekte realisierte. Er verantwortete das Programm für Kunst im Stadtraum und kuratierte ART AND THE CITY (2012) und Art Altstetten Albisrieden (2015). Grosse Beachtung erfuhr das KiöR-Projekt zürich – transit – maritim, im Volksmund der «Hafenkran», eine temporäre Kunst-Intervention am Limmatquai, die zwischen 2009 und 2016 hitzige Debatten im Zürcher Gemeinderat, in der Bevölkerung und in den Medien erzeugte. Auch in Vorträgen wie "Kampfzone öffentlicher Raum" äußert er sich zum Thema Kunst im öffentlichen Raum.
Doswald übte verschiedene Lehraufträge und Gastprofessuren aus, u. a. an der Zürcher Hochschule der Künste oder an der Staatlichen Akademie der Bildenden Künste in Stuttgart, wo er in Vertretung von Christian Jankowski tätig war, der in dieser Zeit die Manifesta 11 in Zürich kuratierte. Seit 2012 ist Doswald im Vorstand von visarte.schweiz, dem nationalen Berufsverband der visuell schaffenden Künstler in der Schweiz. Er ist dort zuständig für Kunst und Bau bzw. Kunst im öffentlichen Raum und hat in dieser Funktion den Prix Visarte ins Leben gerufen. Seit 2016 ist er Präsident der Stiftung Kulturweg Limmat. 2019 kuratierte er die Skulpturen-Biennale Weiertal unter dem an John Milton angelehnten Titel „Paradise, lost“. Ein biographisches Resümee zieht er 2021 bei Radio SRF 2 Kultur im Interview mit Hannes Hug. 2023 kuratierte er, zusammen mit dem Schweizer Kurator Paolo Bianchi, unter dem Titel „Landscapes of Desire“ die 4. Industrial Art Biennale (IAB) in Labin, Raša, Pula and Rijeka (Kroatien).
Seine Lebenspartnerin ist die deutsche Kuratorin und Kunsthistorikerin Dorothea Strauss. Doswald lebt in und bei Zürich.

## Projekte
- Landscapes of Desire - 4. Industrial Art Biennale (IAB), Istrien/Kroatien 2023 (mit Paolo Bianchi)
- Art Flow, Limmattal 2022[34]
- Heinrich Gartentor: Inseln in der Stadt, kuratiert von Christoph Doswald, Zürich 2019[35]
- Paradise, lost - Skulpturenbiennale Weiertal, Weiertal bei Winterthur 2019[36]
- NEUER NORDEN ZURICH, Zürich 2018[37]
- Claudia Comte, Black and White Circles in the Sky, kuratiert von Christoph Doswald, Münsterhof, Zürich 2017[38]
- And Now The Good News, Museo d’Arte della Svizzera Italiana (Masi)/Edizioni Bernasconi, Lugano 2016 (mit Elio Schenini)
- Art Altstetten Albisrieden, JRP|Ringier, Zürich 2015
- «Lesen statt Klettern» – Literarische Exkursionen zur Press Art, Das Gelbe Haus Flims 2015
- ART AND THE CITY, A Public Art Project, JRP|Ringier, Zürich 2012
- Wohin mit der Skulptur, JRP|Ringier, Zürich 2011
- Press Art, Kunstmuseum St. Gallen/Museum der Moderne Salzburg, Stämpfli, Bern 2010
- David Renggli, Hatje Cantz, Ostfildern-Ruit 2007 (mit Dorothea Strauss)
- Hanspeter Hofmann, Bonheur Automatique – Printed Works 1992-2007, Villa Arson, Nizza/Kunsthaus Graz, JRP|Ringier, Zürich 2007
- Walter Pfeiffer, Night and Day, Hatje Cantz, Ostfildern-Ruit 2006 (mit Dorothea Strauss)[39]
- Double Face: The Story About Fashion and Art – From Mohammed to Warhol, JRP|Ringier, Zürich 2006
- Schnittpunkt: Kunst + Kleid, Kunstmuseum St. Gallen 2006
- Akris – Mode aus St. Gallen, JRP|Ringier, Zürich 2006
- Rundlederwelten: Fussball und Kunst, Berlin 2005 (mit Dorothea Strauss)
- Daniele Buetti, FRAC PACA Marseille/Hatje Cantz, Ostfildern-Ruit 2003
- Happy: Das Versprechen der Werbung, Museum für Kommunikation, Bern/Chronos, Zürich 2002
- Neue Modelle (Björn Dahlem, Peter Friedl, Erik Steinbrecher, Mathilde ter Heijne, Anatolij Shuravlev), Trafò House of Contemporary Arts, Budapest 2001
- Olaf Breuning: Ugly, Hatje Cantz, Ostfildern-Ruit 2001
- Warhol und Beuys: Gegenspieler, Fischer, Frankfurt/Main 2001 (mit Paolo Bianchi)
- Press Art, Centre Pasqu'Art Biel, Werd Verlag, Zürich 2000
- Erik Steinbrecher: Couch, Christoph Merian, Basel 2000
- Missing Link: Menschen – Bilder in der Fotografie, Kunstmuseum Bern/Kunsthaus Dresden, Edition Stemmle, Zürich/New York 1999
- Nonchalance, Centre Pasqu'Art Biel/Akademie der Künste Berlin, Benteli, Bern 1997

## Auszeichnungen
- Kuratoren-/Kunstvermittlerpreis der Schweizerischen Eidgenossenschaft, 2003
- Schönstes Schweizer Buch (Nonchalance, Zilla Leutenegger, Daniele Buetti, Choucroute au Curry par Hasard, Hanspeter Hofmann)
- Schönstes deutsches Buch (Nic Hess)